# Staurogyne fockeana
Staurogyne fockeana är en akantusväxtart som beskrevs av Cornelis Eliza Bertus Bremekamp. Staurogyne fockeana ingår i släktet Staurogyne och familjen akantusväxter. Inga underarter finns listade i Catalogue of Life.